# Radical 22
El radical 22, representado por el carácter Han 匚, es uno de los 214 radicales del diccionario de Kangxi. En mandarín estándar es llamado 匚部　(fāng bù), en japonés es llamado 匚部, ほうぶ　(hōbu), y en coreano 방 (bang). Este radical es llamado «radical “caja”» en los textos occidentales. 
El radical caja aparece siempre rodeando las partes superior, izquierda e inferior de los caracteres en los que aparece. Los caracteres clasificados bajo este radical suelen tener un significado relativo a cosas hechas para contener objetos, como 匣 (valija) o 匭 (caja pequeña).

## Nombres populares
- Mandarín estándar: 左方框, zuǒ fāng kuāng, «caja en el lado derecho».
- Coreano: 터진입구몸부, teojin ip gu mom bu, «radical “boca” abierto».
- Japonés: 箱構え（はこがまえ）, hakogamae, «radical “caja” rodeando el carácter».[1]
- En occidente: radical «caja».

## Caracteres con el radical 22
| trazos | carácter    |
| ------ | ----------- |
| + 0    | 匚          |
| + 3    | 匛 匜 匝 匞 |
| + 4    | 匟 匠 匡 匢 |
| + 5    | 匣 匤 匥 医 |
| + 7    | 匦 匧       |
| + 8    | 匨 匩 匪 匫 |
| + 9    | 匬 匭 匮    |
| + 11   | 匯 匰       |
| + 12   | 匱 匲       |
| + 13   | 匳          |
| + 14   | 匴          |
| + 15   | 匵          |
| + 17   | 匶          |
| + 18   | 匷          |

## Galería
| Estilos antiguos                                 | Estilos antiguos                  | Estilos antiguos                        | Estilos antiguos                   | Estilos antiguos                   | Estilos empleados actualmente       | Estilos empleados actualmente  | Estilos empleados actualmente    | Estilos empleados actualmente   | Estilos empleados actualmente  |
|                                                  |                                   |                                         |                                    |                                    |                                     | 匚                             |                                  |                                 |                                |
| 甲骨文 jiǎgǔwén (escritura de huesos oraculares) | 金文 jīnwén (escritura de bronce) | 简帛 jiǎnbó (escritura de bambú y seda) | 篆文 zhuànwén (escritura de sello) | 篆文 zhuànwén (escritura de sello) | 隸書 lìshū (estilo de los escribas) | 楷書 kǎishū (estilo regular)   | 楷書 kǎishū (estilo regular)     | 行書 xǐngshū (estilo corriente) | 草書 cǎoshū (estilo de hierba) |
| 甲骨文 jiǎgǔwén (escritura de huesos oraculares) | 金文 jīnwén (escritura de bronce) | 简帛 jiǎnbó (escritura de bambú y seda) | 大篆 dàzhuàn (sello grande)        | 小篆 xiǎozhuàn (sello pequeño)     | 隸書 lìshū (estilo de los escribas) | 繁體／繁体 fántǐ (tradicional) | 简体／簡體 jiǎntǐ (simplificado) | 行書 xǐngshū (estilo corriente) | 草書 cǎoshū (estilo de hierba) |